# Goede Parlement
Het Goede Parlement wordt de parlementszitting genoemd van 1376 die gehouden werd in Londen, Westminster, waarbij het Lagerhuis bijeen kwam in de kapittelzaal van de abdij en het Hogerhuis in de Witte Zaal van het nabijgelegen paleis. De tumulteuze zitting duurde van 28 april tot 10 juli 1376 en was met 74 dagen de langste zitting tot dan toe.
Het Lagerhuis bestond in feite slechts als een ad hoc bestuurslichaam om toestemming te geven voor belastingen. Het Parlement was sinds november 1373 niet meer bijeengekomen omdat Eduard III en zijn raadsheren het gevaar inzagen van het bijeenroepen van een parlement in een periode van grote ontevredenheid. In 1376 was de behoefte aan middelen echter zo nijpend dat het bijeenroepen van een nieuw parlement noodzakelijk was.

## De zitting
Eenmaal samengekomen waren ze vast van plan (onder impuls van de Zwarte Prins) de corruptie aan te klagen die er heerste in de Kroonraad van de koning.

### De beschuldigingen
Peter de la Mare, ridder in het graafschap Herefordshire, was door het Lagerhuis tot woordvoerder gekozen en hield op de eerste dag een toespraak waarin hij kritiek uitte op de recente militaire mislukkingen van Engeland in de Honderjarige Oorlog, de corruptie aan het hof veroordeelde en opriep tot een nauwgezette controle van de koninklijke rekeningen.
Meer bepaald werden er de volgende hoogwaardigheidsbekleders beschuldigd van het beroven van de schatkist:
- William Lord Latimer (de kamerheer van Eduard III), een voornaam edelman en ridder in de Orde van de Kouseband.
- Sir Richard Lyons, een rijke koopman en lid van de kroonraad, die als hoogste vertegenwoordiger van de koning contacten onderhield met de handelsgemeenschappen.

Beiden werden er door de woordvoerder van beschuldigd immense fortuinen te hebben vergaard door middel van listen en fraude ten nadele van de schatkist, waaronder het aannemen van 20 000 pond uit handen van de koning als terugbetaling voor een lening van 20 000 mark, terwijl de mark twee derde van de waarde van het pond had.
Ook was er een aanklacht tegen Alice Perrers, de maîtresse van de koning, die ervan werd beschuldigd buitensporig veel invloed op de koning te hebben. Ze zou bovendien een jaargeld van 3000 pond uit de koninklijke schatkist ontvangen.
Zij riepen getuigen op, eisten inzage in de boeken en gingen te werk volgens de procedure van een formele rechtszaak.
Beide parlementen achtten de beschuldigingen bewezen:
- de twee aangeklaagde ministers werden schuldig bevonden, uit hun ambt ontslagen en veroordeeld tot boetes en gevangenisstraf.
- Ook enkele onderschikten moesten ontslag nemen :
  - Lord Nevill, het hoofd van de hofhouding van de koning
  - Sir Richard Stury
- Ook Alice Perrers werd verwijderd van het hof.

Om Jan van Gent, hertog van Lancaster in bedwang te houden en de hervormingen te handhaven nadat het Parlement eenmaal weer uiteen was gegaan, werd een nieuwe (jonge) kroonraad benoemd, bestaande uit negen edelen en prelaten, waaronder :
- William van Wykeham, ex-kanselier
- Simon van Sudbury, aartsbisschop van Canterbury
- William Courtenay, de bisschop van Londen
- De graaf van March

### Overige activiteiten van het Goede Parlement
Honderdveertig verzoekschriften van verschillende aard werden gedurende de negen weken van de zitting ingediend en beantwoord:
- voor de handhaving van de charters
- de handhaving van de privileges van de gemeenten,
- de hervorming van het stapelrecht
- de jurisdictie van de vrederechters
- de beperking van de ambtstermijn en de bevoegdheden van de sheriffs
- de regulering van de rechtbanken van Steward en Marshal,
- tegen het misbruik van zuivering en van inmenging in de rechtsgang door koninklijke dagvaardingen.

Er waren ook een groot aantal plaatselijke verzoekschriften.

## Het einde van de zitting
Een maand na het overlijden van de invloedrijke Zwarte Prins op 8 juni 1376 , werd de zitting gesloten, waardoor de verwezenlijkingen werden teniet gedaan. Omdat er geen permanente organisatie bestond, hield het Lagerhuis als bestuurslichaam op te bestaan zodra de leden zich weer over de graafschappen en steden verspreid hadden. De hervormingen waren niet als staturen bekrachtigd en konden dus vernietigd worden door de hand van degene die de werkelijke macht uitoefende, in casu Jan van Gent, die na de dood van Eduard van Woodstock,de facto de enige sterke man was in Engeland.

## Verder verloop van de gebeurtenissen
De afwezigheid van een politiek grondbeginsel bij de leden van het Hogerhuis was de reden van de ineenstorting. Jan van Gent verklaarde dat de volledige parlementaire zitting geen rechtsgeldigheid had, herstelde Lord Latimer en zijn medewerkers in hun functie, liet Peter de la Mare gevangen nemen ,en haalde Alice Perrers terug om de zieke koning verder te beïnvloeden.
Behalve het recht op aanklacht en vervolging had het werk van het Goede Parlement nauwelijks een constitutioneel spoor achtergelaten. Toch maakte de rol van het Lagerhuis, dat op zulk een krachtige en doeltreffende wijze, de wil van de middenklasse tot uitdrukking had gebracht een diepe indruk na op de natie en betekende een ervaring in politieke actie.